# Geoparque global Hexigten
El geoparque global Hexigten (en chino:克什克腾世界地质公园, kè shí kè téng shì jiè dì zhì gōng yuán) es un Geoparque Mundial de la UNESCO cerca de Hexigten, en la ciudad de Chifeng, Mongolia Interior, China. Su área de 1.750 kilómetros cuadrados, está distribuida en ocho áreas separadas de belleza escénica e importancia geológica, incluidos elementos volcánicos, glaciares y desierto.
El parque fue designado un Geoparque Nacional de China por el Ministerio de Tierras y Recursos Naturales el 10 de diciembre de 2001, y como Geoparque de la Humanidad por la UNESCO el 11 de febrero de 2005.